# Aragóniai Eufémia szicíliai régensnő
Aragóniai Eufémia (Szicília, 1330 körül – Szicília, 1359. február 21.), olaszul: Eufemia d’Aragona, katalánul: Eufèmia de Sicília, szicíliai királyi hercegnő, Szicília régense az öccse, III. Frigyes kiskorúsága idején, 1355–1357 között. A Barcelonai-ház szicíliai ágának királyi főágából származott. A nevét az anyai nagyanyja Piast Eufémia karintiai hercegné után kapta.

## Élete
Édesapja II. Péter szicíliai király, édesanyja Görzi Erzsébet karintiai hercegnő, II. Ottó karintiai herceg és Piast Eufémia liegnitzi hercegnő leánya. Szicília régense az öccse, III. Frigyes kiskorúsága idején, 1355–1357 között. 1357-ben, amikor öccse elérte a 15 éves kort, Eufémia lemondott régensi címéről. Nem ment férjhez, gyermekei nem születtek.